# Vaszil Levszki
Vaszil Levszki (bolgárul: Васил Левски, eredetileg írva Василъ Лѣвскій, ejtsd [vɐsiɫ lɛfski] ), született: Vasil Ivanov Kunchev (Васил Иванов Кунчев) (Karlovó, 1837. július 18. – Szófia, 1873. február 19.) bolgár forradalmár, nemzeti hős.

## Életpálya
Részt vett a bolgár nép harcában melyet a görög papság és a török rabság ellen vívott, és ez minden idők legnagyobb bolgár nemzeti hősévé tette. Csatlakozott a szabadcsapatokhoz, de hazájának felszabadítását nem a szabadcsapatok harcában, hanem egy központilag, titkosan szervezett forradalomban látta. Létrehozta ezért a Belső Forradalmi Szervezetet azzal a céllal, hogy országos felkelést szítsanak. Külföldön szerzett beceneve Leonin volt, amikor Romániában élő bolgárok segítették a Forradalmi Központi Bizottság munkáját. Levszki demokratikus és szabadságpárti nézeteket vallott a független Bulgária államrendjéről. Szervező munkája során sokat utazott, rendszeres felvilágosító, buzdító munkát	végzett. Mélységesen meg volt győződve arról, hogy a bolgár népnek saját magának kell kiharcolnia a szabadságát. Minden tettének, beszédének, nyilatkozatának egyetlen eszmei gondolata volt: Bulgária felszabadítása a török iga alól egy országosan megszervezett forradalmi harc segítségével. Egyik szervező útja során a törökök elfogták és Szófiában felakasztották. Hatalmas szervezőmunkájának gyümölcse csak néhány évvel a halála után ért be, 1876-ban ugyanis kitört az áprilisi felkelés.

## Emlékezete
- Szülővárosa emlékművel tiszteleg előtte.
- Szófiában, mint 19. századi nemzeti hősnek obeliszk emlékművet állítottak. Az emlékmű azon a helyen áll, ahol a nemzeti hőst a törökök felakasztották.
- Bulgáriában február 19. Vaszil Levszki emléknapja.
- Emlékeként Bulgáriában számos nemzeti intézmény viseli a nevét.
- A Bolgár labdarúgó-szövetség nemzeti stadionját is róla nevezték el.